# 31-й стрелковый корпус
31-й стрелковый корпус — воинское соединение Рабоче-крестьянской Красной армии во время Великой Отечественной войны.

## 1-е формирование

### История
Корпус сформирован в мае 1939 года в Дальневосточном военном округе, дислоцировался в Ворошиловске.
В действующей армии с 22.06.1941 года по 25.09.1945 года. Прибыл с Дальнего Востока в Киевский особый военный округ 25.05.1941 года.
На 22.06.1941 года полевое управление корпуса дислоцировалось в Коростене. С 22 июня корпус участвовал в Великой Отечественной войне 1941—1945 годов советского народа против захватчиков гитлеровской Германии и её союзников. 22 июня корпус вошёл в состав Юго-Западного фронта.
Корпус с 18.06.1941 года находился на марше из района Белокоровичи, Овруч, Коростень в район Трояновка, Окопск, Гряды, Чарторийск, Рафаловка (35—80 километров восточнее Ковеля), куда он должен был прибыть к 28.06.1941. Корпус выступил в поход не полностью отмобилизованным. Из-за нехватки автомобильного и конского транспорта корпусные артполки и зенитные дивизионы, а также значительная часть дивизионной и полковой артиллерии были оставлены на зимних квартирах или же отстали на марше. В войсках корпуса имелось от ¼ до ½ боекомплекта боеприпасов, 1 суточная дача продовольствия, горючее отсутствовало.
К утру 22.06.1941 соединения корпуса выходили в районы днёвки: 195-я стрелковая дивизия — Сновидовичи, 200-я стрелковая дивизия — Березьне, 193-я стрелковая дивизия — Каменка (200—250 км от границы).
На 23.06.1941 года корпус находился на днёвке в районах: 195-я стрелковая дивизия — Осьница (90 километров восточнее Ковеля), 200-я стрелковая дивизия — Степань (110 километров юго-восточнее Ковеля), 193-я стрелковая дивизия в Людвиполе, (100 километров восточнее Луцка), вечером того же дня готовился продолжать марш на рубеж Боровичи (30 километров севернее Луцка), Луцк. На тот момент корпус находился во втором эшелоне фронта.
27.06.1941 года корпус получил приказ сосредоточить 193-ю стрелковую дивизию в районе Киверцы, Озерко в готовности к контратакам в направлениях на Рожище и на Яровице; 200-й стрелковой дивизии форсированным маршем продолжать движение к реке Стырь в район Кашовка, Навозы, Боровичи. 195-я стрелковая дивизия распоряжением командующего фронтом переходила во фронтовой резерв и сосредоточивалась в районе Чарторийска.
К 29.06.1941 года корпус занял оборону по рекам Стоход и Стырь. Вечером 29.06.1941 200-й стрелковой дивизии заняла междуречье Стохода и Стыри на участке Углы, Навозы, не имея соприкосновения с противником, а 193-я стрелковая дивизия, сосредоточенная в лесу в районе Киверец, была введена в бой для отражения атаки частей 298-й пехотной дивизии противника и совместно со 131-й мотодивизией вступила в бой на рубеже Синтаровка, Клепачев, Киверцы, Кобче.
После длительных маршей по плохим дорогам, проходивших под сильным воздействием вражеской авиации, личный состав корпуса был очень утомлён и к наступательным действиям не способен. Однако корпус получил приказ сменить в ночь на 30.06.1941 части 27-го стрелкового корпуса, 19-й танковой дивизии и 131-й мотодивизии на фронте Смердин, Кобче, перейти в наступление и отбросить противника за реку Стырь на участке Рожище, Луцк, Яровичи и в дальнейшем прочно удерживать его. Хотя по приказу Ставки контрнаступление было отменено, 01.07.1941 года части корпуса были вынуждены провести контратаку с целью ликвидации плацдармов противника в районах Рожище и Луцк, которая оказалась безуспешной.
Корпус оставил позиции с утра 02.07.1941, и прикрываясь арьергардами к исходу 03.07.1941 выходит на рубеж Матвейки, Клевань. Перед фронтом корпуса действовали небольшие вражеские отряды мотоциклистов и пехоты совместно с танками, поддержанные артиллерией. Совершая планомерный отход, несмотря на тяжёлые условия, к 05.07.1941 части корпуса, переправившись на правый берег реки Случь, вышли в свои полосы обороны, 200-я стрелковая дивизия сосредоточилась в лесу восточнее Березьне, 193-я стрелковая дивизия — в лесу восточнее Людвиполя. Корпус должен был продолжать марш для занятия рубежа Быстриче, Городница, Корец и далее к югу, протянув свой левый фланг по реке Корчик от Кореца до Щитни, с тем чтобы прикрыть новоград-волынское направление с запада.
В особо трудных условиях совершал марши 31-й стрелковый корпус. Испытывая острую нехватку мехтранспорта и потеряв от налетов вражеской авиации большую часть конского состава, он не мог вывести всю свою матчасть и подвозить продовольствие. В 193-й стрелковой дивизии по этой причине при отходе было уничтожено некоторое количество орудий и минометов, а личный состав двое суток не получал хлеба
В течение 05-08.07.1941 перед корпусом стояла задача обороны правого берег реки Случь на фронте Быстрицы, Городница, Могильно, имея основную группировку на левом фланге и особо прочно прикрывать направление Городница, Эмильчино. Утром 07.07.1941 года части корпуса отбили первую попытку вражеских войск (99-й лёгкой пехотной дивизии) переправиться через Случь. C 08.07.1941 года корпус вновь планомерно отходит в укрепления Коростенского укреплённого района.
С 10.07.1941 корпус силами двумя дивизий участвует в контрударе с фронта Вершница, Тесновка, Мирноев на юг, продвинувшись однако только на 5-6 километров, а на участке 195-й стрелковой дивизии атаки были и вовсе отбиты, в результате чего правый фланг корпуса оголился. До 15.07.1941 года велись тяжёлые наступательные бои, с 15.07.1941 вражеские войска перешли в наступление и соединения корпуса были вынуждены отступать к северо-востоку. С вечера 20.07.1941 корпус начал отход в юго-западную часть Коростенского укреплённого района, где находились долговременные укрепления. Отход осуществлялся под прикрытием отрядов заграждения и арьергардов, неоднократно предпринимавших контратаки против наступающих частей противника.
Как отмечалось в разведдонесениях штаба 17-го немецкого армейского корпуса, «противник отходил в полном порядке, оставляя заслоны». 
К 22.07.1941 части корпуса организованно отошли на линию долговременных сооружений и заняли оборону на участке колхозы Спасское, Зарубинка. 200-я стрелковая дивизия обороняла рубеж колхоз Спасское, Осовка, Гулянка; 193-я стрелковая дивизия — Гулянка, Зарубинка; 195-я стрелковая дивизия понесла большие потери и была выведена в корпусной резерв — в район Выгов, Краснополье.
C 14:00 24.07.1941 корпус ведёт тяжёлые оборонительные бои в полосе укреплённого района. До 31.07.1941 года вражеские части при ожесточённом сопротивлении войск корпуса крайне медленно продвигались вперёд, им всё-таки удалось прорвать оборону и продвинуться на 15-20 километров. С 01 по 04.08.1941 года стороны вели тяжёлые встречные бои; немецкие войска за расширение фронта прорыва, советские пытались отрезать группировку врага. Корпус предпринял за этот период до 25 контратак. Таким образом, корпусу удалось удержать позиции на бондаревском и малинском направлениях, хотя и наступательная задача не была выполнена. С 05.08.1941 года вражеские войска вновь перешли в наступление, и смогли потеснить части корпуса на 5-6 километров. С вечера 06.08.1941 года части корпуса отходят на рубеж лес севернее Кривотина, хутор Залесье, Могильно. Хотя основные силы корпуса были выведены из опасного мешка южнее Коростеня, закрепиться на указанном для них рубеже они не смогли и были оттеснены противником на линию (а местами за линию) железной дороги Белокоровичи — Коростень — Малин.
На 08.08.1941 корпус вёл тяжёлые бои: 200-я стрелковая дивизия в районе Кремно, Лугины, имея перед собой части 62 пехотной дивизии противника и 8-го пехотного полка СС, 193-я стрелковая дивизия совместно со 131-й мотодивизией в районе Клочев, Кожуховка, Чигири, имея перед собой части 79-й пехотной дивизии. 195-я стрелковая дивизия в районе Чигири, Пашинья, имея перед собой части 56-й пехотной дивизии.
После некоторого затишья, к 14.08.1941 корпус занял оборону: 200-я стрелковая дивизия по левому берегу реки Жерев от Рудни Мяколовецкой до Рудни Выгранки; 193-я стрелковая дивизия — на рубеже Захаров, Шандры, высота 182,8 (юж. Михайловки).
С вечера 21.08.1941 года части корпуса начали отход за Днепр (исключая 200-ю стрелковую дивизию, переправленную в ночь на 21.08.1941 железной дорогой, и 23.08.1941 без помех переправились через Днепр у Чернобыля и Навозов. Корпус занял оборонительные позиции по левому берегу реки на участке Лоев — Навозы. На тот момент в корпусе не было 200-й стрелковой дивизии — она была в районе Чернигова, однако в составе корпуса была 45-я стрелковая дивизия, кроме того в корпус поступили средства усиления, наряду с 543-м артиллерийским полком: 212-й гаубичный артиллерийский полк, дивизион 331-го гаубичного артполка.
С 28.08.1941 года корпус вновь ведёт бои: враг смог прорвать оборону на стыке корпуса с соседним, 15-м стрелковым корпусом, почти все части корпуса были вынуждены отойти с рубежа Днепра. На 02.09.1941 части корпуса с трудом сдерживали рубежи: вновь переданная в состав корпуса 200-я стрелковая дивизия — в районе Жукотки, Антоновичи, роща севернее Антоновичей; 193-я стрелковая дивизия в районе Павловки, Брехуны, 195-я стрелковая дивизия ещё обороняла левый берёг Днепра на участке Любеч, Рудня.
В ночь на 07.09.1941 под прикрытием арьергардов корпус осуществил отвод своих правофланговых соединений к югу, и к утру 07.09.1941 они заняли рубежи: 200-я стрелковая дивизия — в районе Богданы — Малые Осняки, 193-я стрелковая дивизия — Малые Осняки — высота 137,7 (восточнее Рудни); 195-я стрелковая дивизия, оставив на реке Днепр на участке Рудня — Навозы охранение, своими основными силами к утру 07.09.1941 сосредоточилась в лесу южнее Жидиничей. Корпус был втянут в бои и уже 08.09.1941 был в основном окружён частями 17-й пехотной дивизии, наступавшими с севера, и 98-й пехотной дивизии, наступавшими с юга. Из окружения к исходу 10.09.1941 года из войск корпуса вырвались приблизительно 1350 человек, а всего в корпусе оставалось около 2 тысяч человек и 100 орудий разных систем.
На 11.09.1941 остатки корпуса вели бои на рубеже Хрещатое, Чемер, на 12.09.1941 отошёл за реку Остер, а остатками своих соединений занимал оборону: 200-я стрелковая дивизия — на рубеже хутор Козлов, Киселевка; 193-я стрелковая дивизия и 228-я стрелковая дивизия — на рубеже Киселевка, Адамовка; 195-я стрелковая дивизия — на левом берегу реки Остер напротив Козар, занятых противником; 215-я моторизованная дивизия — в северной части Носовки; 1-я артиллерийская бригада ПТО прикрывала переправы через Остер на участке Адамовка, Козары.
14.09.1941 года корпус отошёл с рубежа реки Остер на линию железной дороги Нежин — Киев, удерживая участки южной окраины Носовки, Кобыжчи, фронтом на запад. Вечером 18.09.1941 и по следующий день остатки штаба выполняли личное указание командующего фронтом и 5-й армии по обеспечению дальнейшего выхода частей из окружения.
Командиром корпуса, используя штаб 289-й стрелковой дивизии, к утру 19.09.1941 из числа беспорядочно отходящих бойцов и командиров были сформированы 2 дивизии, которые в течение 19.09.1941 и 20.09.1941 вели оборонительные бои на фронте восточнее Логовинка, Манеевка, Куреньки, прикрывая сосредоточение частей армий фронта в районе восточнее Городище, Вороньки, Чернухи.
Вечером 19.09.1941 блестяще отбили атаку противника у Городище, Мелихи.
На рубеже Городище, Мелихи, Вороньки была потеряна связь с дивизиями и опять восстановлена в районе Жданы, где им была поставлена задача на прорыв в направлении Сенча.
В 16.00 19.09.1941 после огневого налёта артиллерии и танковой атаки противника в районе Жданы, Хитцы, Сенча части корпуса были рассеяны, так же как и все остальные наспех организованные части 5-й армии, 21-й армии и другие. Связь с дивизиями была окончательно потеряна.
Дальнейший выход из окружения происходил небольшими группами, одиночными бойцами, под непрерывным воздействием танков и артиллерии противника.
Остатки корпуса вместе с командиром — генерал-майором Николаем Васильевичем Калининым вышли из окружения и были направлены в Харьков для переформирования.
Управление корпуса расформировано 25.09.1941 года.

## Полное наименование
31-й стрелковый корпус

## Боевой состав
| Дата       | Фронт              | Армия     | В составе (стрелковые)                                                     | Другие части, в том числе приданные | Примечания |
| ---------- | ------------------ | --------- | -------------------------------------------------------------------------- | --- | ---------- |
| 22.06.1941 | Юго-Западный фронт | -         | 193-я стрелковая дивизия 195-я стрелковая дивизия 200-я стрелковая дивизия | 368-й корпусной артиллерийский полк 543-й корпусной артиллерийский полк 105-й отдельный батальон связи 176-й отдельный сапёрный батальон | -          |
| 01.07.1941 | Юго-Западный фронт | 5-я армия | 193-я стрелковая дивизия 200-я стрелковая дивизия                          | 368-й корпусной артиллерийский полк 543-й корпусной артиллерийский полк 105-й отдельный батальон связи 176-й отдельный сапёрный батальон | -          |
| 10.07.1941 | Юго-Западный фронт | 5-я армия | 193-я стрелковая дивизия 195-я стрелковая дивизия 200-я стрелковая дивизия | 368-й корпусной артиллерийский полк 543-й корпусной артиллерийский полк 105-й отдельный батальон связи 176-й отдельный сапёрный батальон | -          |
| 01.08.1941 | Юго-Западный фронт | 5-я армия | 193-я стрелковая дивизия 195-я стрелковая дивизия 200-я стрелковая дивизия | 368-й корпусной артиллерийский полк 543-й корпусной артиллерийский полк 105-й отдельный батальон связи 176-й отдельный сапёрный батальон | -          |
| 01.09.1941 | Юго-Западный фронт | 5-я армия | 193-я стрелковая дивизия 195-я стрелковая дивизия 200-я стрелковая дивизия | 368-й корпусной артиллерийский полк 543-й корпусной артиллерийский полк 105-й отдельный батальон связи 176-й отдельный сапёрный батальон | -          |

Подчинённые воинские части
- 193-я стрелковая дивизия 22.06.1941 — 14.09.1941
- 195-я стрелковая дивизия 22.06.1941 — 14.09.1941
  - Два сп квартировались в Луцке, один в Виннице.
- 200-я стрелковая дивизия 22.06.1941 — 14.09.1941
- 135-я стрелковая дивизия 09.07.1941 — 09.07.1941
- 5-й Коростеньский укреплённый район
- 131-я стрелковая дивизия 21.08.1941 — 29.08.1941
- 45-я стрелковая дивизия 23.08.1941 — 31.08.1941
- 228-я стрелковая дивизия 06.09.1941 — 12.09.1941
- 295-я стрелковая дивизия 10.09.1941 — 20.09.1941
- 124-я стрелковая дивизия 14.09.1941 — 25.09.1941[1]

## Командование

### Командиры корпуса
- Лопатин, Антон Иванович (с 15.11.1940 по 4.09.1941), генерал-майор
- Калинин, Николай Васильевич (с 4.09.1941 по 25.09.1941), генерал-майор, врио

### Начальники штаба
- Прилепский, Алексей Иванович (.03.1939 — 25.03.1941), полковник[2]
- Баерский, Владимир Гелярович (с 26.03.1941 по 09.1941), подполковник

## История
Управление корпуса сформировано в 02.05.1943 года в составе 26-й армии.
В действующей армии с 02.05.1943 года по 09.05.1945 года.
С момента формирования занимал оборону на Кестеньгском направлении, в районе станции Лоухи, в августе 1944 года выведен в район Кандалакши и переправлен в 14-ю армию.
Перед началом Петсамо-Киркенесской операции составлял второй эшелон 14-й армии, находился на реке Западная Лица севернее населённого пункта Зимняя Мотовка. Был введён в бой только на втором этапе Петсамо-Киркенесской операции, наступал на Никель. Левым соседом корпуса был 127-й лёгкий горнострелковый корпус, правым — 99-й стрелковый корпус. Части корпуса к 20.10.1944 взломали оборону противника и подошли к Никелю, и 22.10.1944 совместно с другими частями, взяли посёлок. Затем части корпуса, не переправляясь через залив Яр-Фьорд, преследовали отступающие части врага и 27.10.1944, продвинувшись на 150 километров, освободили населённый пункт Наутси и вышли на финско-норвежскую границу, где и закончили участие в операции.
Основную тяжесть боевых действий на завершающем этапе операции несли соединения 31-го стрелкового корпуса: 83-я стрелковая дивизия (командир дивизии полковник Н. Н. Никандров) и 367-я стрелковая дивизия (командир дивизии полковник А. А. Старцев). Только за 11 дней, ведя бои с сильными арьергардами противника в трудных условиях местности, на ходу восстанавливая совершенно разрушенную единственную дорогу, корпус прошел около 150 километров. Он овладел важными районами Маятало, Наутси, Виртаниэми и 2 ноября, после освобождения от гитлеровцев приозерного района Мустола, перешел к обороне. Высланный вперед [193] разведотряд в течение трех последующих дней преследовал противника до Ивало.
После Петсамо-Киркенесской операции корпус не принимал участия в боях.
Расформирован в 1952 году, на базе корпуса в городе Мурманск была сформирована 6-я общевойсковая армия.

## Полное наименование
31-й стрелковый корпус

## Боевой состав
| Дата       | Фронт            | Армия                | В составе (стрелковые)                                                                                           | Другие части, в том числе приданные                                                             | Примечания |
| ---------- | ---------------- | -------------------- | --- | ----------------------------------------------------------------------------------------------- | ---------- |
| 01.06.1943 | Карельский фронт | 26-я армия           | 45-я стрелковая дивизия 186-я стрелковая дивизия 61-я морская стрелковая бригада 85-я морская стрелковая бригада | 408-й отдельный батальон связи 2762-я военная почтовая станция                                  | -          |
| 01.07.1943 | Карельский фронт | 26-я армия           | 45-я стрелковая дивизия 205-я стрелковая дивизия 61-я морская стрелковая бригада 85-я морская стрелковая бригада | 408-й отдельный батальон связи 2762-я военная почтовая станция                                  | -          |
| 01.08.1943 | Карельский фронт | 26-я армия           | 45-я стрелковая дивизия 205-я стрелковая дивизия 61-я морская стрелковая бригада 85-я морская стрелковая бригада | 408-й отдельный батальон связи 2762-я военная почтовая станция                                  | -          |
| 01.09.1943 | Карельский фронт | 26-я армия           | 45-я стрелковая дивизия 205-я стрелковая дивизия 61-я морская стрелковая бригада 85-я морская стрелковая бригада | 408-й отдельный батальон связи 2762-я военная почтовая станция                                  | -          |
| 01.10.1943 | Карельский фронт | 26-я армия           | 45-я стрелковая дивизия 205-я стрелковая дивизия 61-я морская стрелковая бригада 85-я морская стрелковая бригада | 408-й отдельный батальон связи 2762-я военная почтовая станция                                  | -          |
| 01.11.1943 | Карельский фронт | 26-я армия           | 45-я стрелковая дивизия 205-я стрелковая дивизия 61-я морская стрелковая бригада 85-я морская стрелковая бригада | 408-й отдельный батальон связи 2762-я военная почтовая станция                                  | -          |
| 01.12.1943 | Карельский фронт | 26-я армия           | 45-я стрелковая дивизия 205-я стрелковая дивизия 61-я морская стрелковая бригада 85-я морская стрелковая бригада | 408-й отдельный батальон связи 2762-я военная почтовая станция                                  | -          |
| 01.01.1944 | Карельский фронт | 26-я армия           | 45-я стрелковая дивизия 205-я стрелковая дивизия 61-я морская стрелковая бригада 85-я морская стрелковая бригада | 408-й отдельный батальон связи 2762-я военная почтовая станция                                  | -          |
| 01.02.1944 | Карельский фронт | 26-я армия           | 45-я стрелковая дивизия 205-я стрелковая дивизия 61-я морская стрелковая бригада 85-я морская стрелковая бригада | 408-й отдельный батальон связи 2762-я военная почтовая станция                                  | -          |
| 01.03.1944 | Карельский фронт | 26-я армия           | 45-я стрелковая дивизия 83-я стрелковая дивизия 205-я стрелковая дивизия 367-я стрелковая дивизия                | 408-й отдельный батальон связи 2762-я военная почтовая станция                                  | -          |
| 01.04.1944 | Карельский фронт | 26-я армия           | 45-я стрелковая дивизия 83-я стрелковая дивизия 205-я стрелковая дивизия                                         | 408-й отдельный батальон связи 2762-я военная почтовая станция                                  | -          |
| 01.05.1944 | Карельский фронт | 26-я армия           | 45-я стрелковая дивизия 83-я стрелковая дивизия 205-я стрелковая дивизия                                         | 408-й отдельный батальон связи 2762-я военная почтовая станция                                  | -          |
| 01.06.1944 | Карельский фронт | 26-я армия           | 45-я стрелковая дивизия 83-я стрелковая дивизия 205-я стрелковая дивизия                                         | 408-й отдельный батальон связи 2762-я военная почтовая станция                                  | -          |
| 01.07.1944 | Карельский фронт | 26-я армия           | 45-я стрелковая дивизия 83-я стрелковая дивизия 205-я стрелковая дивизия                                         | 408-й отдельный батальон связи 2762-я военная почтовая станция                                  | -          |
| 01.08.1944 | Карельский фронт | 26-я армия           | 83-я стрелковая дивизия 205-я стрелковая дивизия                                                                 | 408-й отдельный батальон связи 2762-я военная почтовая станция                                  | -          |
| 01.09.1944 | Карельский фронт | 26-я армия           | 83-я стрелковая дивизия 205-я стрелковая дивизия                                                                 | 408-й отдельный батальон связи 2762-я военная почтовая станция 509-я полевая авторемонтная база | -          |
| 01.10.1944 | Карельский фронт | -                    | 83-я стрелковая дивизия                                                                                          | 408-й отдельный батальон связи 2762-я военная почтовая станция 509-я полевая авторемонтная база | -          |
| 01.11.1944 | Карельский фронт | 14-я армия           | 83-я стрелковая дивизия 367-я стрелковая дивизия                                                                 | 408-й отдельный батальон связи 2762-я военная почтовая станция 509-я полевая авторемонтная база | -          |
| 01.12.1944 | -                | 14-я отдельная армия | 83-я стрелковая дивизия 114-я стрелковая дивизия 367-я стрелковая дивизия                                        | 408-й отдельный батальон связи 2762-я военная почтовая станция 509-я полевая авторемонтная база | -          |
| 01.01.1945 | -                | 14-я отдельная армия | 83-я стрелковая дивизия 114-я стрелковая дивизия 367-я стрелковая дивизия                                        | 408-й отдельный батальон связи 2762-я военная почтовая станция 509-я полевая авторемонтная база | -          |
| 01.02.1945 | -                | 14-я отдельная армия | 83-я стрелковая дивизия 114-я стрелковая дивизия 367-я стрелковая дивизия                                        | 408-й отдельный батальон связи 2762-я военная почтовая станция 509-я полевая авторемонтная база | -          |
| 01.03.1945 | -                | 14-я отдельная армия | 83-я стрелковая дивизия 114-я стрелковая дивизия 367-я стрелковая дивизия                                        | 408-й отдельный батальон связи 2762-я военная почтовая станция 509-я полевая авторемонтная база | -          |
| 01.04.1945 | -                | 14-я отдельная армия | 83-я стрелковая дивизия 114-я стрелковая дивизия 367-я стрелковая дивизия                                        | 408-й отдельный батальон связи 2762-я военная почтовая станция 509-я полевая авторемонтная база | -          |
| 01.05.1945 | -                | 14-я отдельная армия | 83-я стрелковая дивизия 114-я стрелковая дивизия 367-я стрелковая дивизия                                        | 408-й отдельный батальон связи 2762-я военная почтовая станция 509-я полевая авторемонтная база | -          |

## Командование
- Соловьёв, Владимир Александрович (с 25.05.1943 по 18.08.1943), генерал-майор
- Скоробогаткин, Константин Фёдорович (с 19.08.1943 по 20.09.1944), генерал-майор
- Абсалямов, Минзакир Абдурахманович (с 21.09.1944 по 09.05.1945), генерал-майор

…
- Степаненко, Павел Афиногенович (с марта 1946 по март 1947), генерал-майор